# Breaking the Silence (Heathen)
Breaking the Silence è il primo album degli Heathen, pubblicato nel 1987 per l'etichetta discografica Combat Records.

## Tracce
1. Death by Hanging – 5:04
2. Goblin's Blade – 4:32
3. Open the Grave – 7:21
4. Pray for Death – 3:41
5. Set Me Free – 3:45 – Sweet cover
6. Breaking the Silence – 5:50
7. World's End – 7:05
8. Save the Skull – 5:19
9. Heathen – 6:34

Durata totale: 49:11

## Formazione
- Dave Godfrey - voce
- Lee Altus - chitarra
- Doug Piercy - chitarra
- Mike Jazstremski - basso
- Carl Sacco - batteria